# Strassen (Luxemburg)
Strassen (Luxemburgs: Stroossen) is een gemeente in het Luxemburgse Kanton Luxemburg.
De gemeente heeft een totale oppervlakte van 10,71 km² en telde 9207 inwoners op 1 januari 2018.

## Demografie
Op 1 januari 2017 had 38,4% van de inwoners van Strassen de Luxemburgse nationaliteit. Daarmee komt Strassen, na de in het oosten aan Strassen grenzende stad Luxemburg, tweede in de lijst van gemeenten met het hoogste relatieve aantal buitenlanders in het land.

### Evolutie van het inwoneraantal
| Jaar                                   | 1970 | 1981 | 1991 | 2001 | 2011 | 2018 |
| -------------------------------------- | ---- | ---- | ---- | ---- | ---- | ---- |
| Inwoneraantal                          | 3085 | 4243 | 4821 | 6125 | 7558 | 9207 |
| Bron: website van de gemeente Strassen |      |      |      |      |      |      |

Bertrange · Contern · Hesperange · Luxemburg · Niederanven · Sandweiler · Schuttrange · Steinsel · Strassen · Walferdange · Weiler-la-Tour